# Unione Sportiva Messinese
L'Unione Sportiva Messinese è stata una società calcistica italiana con sede a Messina, fondata nel 1919. Nel 1922, fondendosi con altre società, diede vita al Messina Football Club. Rifondata già nel 1923 a seguito della cessazione dell'attività del Messina Football Club, raccogliendone l'eredità tornò ad essere la principale squadra di calcio cittadina fino al 1928. Successivamente, dopo varie rifondazioni, si sciolse a metà anni '40. Nella sua storia ha disputato per tre volte il massimo campionato nazionale nella Lega Sud.

## Storia
Al termine della prima guerra mondiale le attività calcistiche a Messina ripresero con la fondazione, nel 1919, della società calcistica Avanti Savoia, assorbita nello stesso anno dall'Unione Sportiva Messinese, fondata il 10 novembre 1919 alle 16:30.
Nel 1919 la squadra arrivò seconda nella Coppa Maggiacomo, e nel 1920 perse la finale della Coppa Federale Siciliana contro il Palermo; nel 1921 l'Unione Sportiva Messinese si aggiudicò la Coppa Sant'Agata. Nella stagione 1921-1922 la squadra si piazzò al 3º posto in Prima Divisione Lega Sud.
L'Unione Sporvia Messinese vestì per la prima volta una maglia "biancoscudata". Infatti la Difesa Marittima donò al presidente Allegra dodici giacche da marinaio di colore bianco, sulle quali fu poi applicato un colletto di colore nero e lo stemma della città. Tra i giocatori più rappresentativi della squadra vi erano Nazzareno Allegra, Alfredo Lucchesi e Giovanni Stracuzzi.
Dopo tre anni dalla fondazione dell'Unione Sportiva Messinese, si avvertì in città l'esigenza di contrastare lo strapotere calcistico in Sicilia del Palermo. Si decise pertanto di provvedere alla creazione di un'unica società calcistica cittadina. Nacque così il Messina Football Club, dalla fusione tra U.S. Messinese-Umberto I (nata dalla fusione delle due squadre) e Messina Sporting Club.
Rifondata nel 1923, dopo la sparizione del Messina Football Club, di cui acquisì gran parte dei calciatori, nel 1924 tornò ad essere la principale compagine cittadina.
La squadra disputò la Prima Divisione 1924-1925 classificandosi al 1º posto nel campionato regionale, ed al 4º posto nel girone B delle semifinali di Lega. Al termine della stagione successiva retrocesse in Seconda Divisione, dove rimase fino alla stagione 1927-28. Nel 1928, a seguito di una crisi dirigenziale, l'U.S. Messinese cambiò il proprio organico societario assumendo la nuova denominazione di Associazione Calcio Messina.
L'U.S. Messinese ritornò ancora alla ribalta nel 1929, ma nello stesso anno si fuse con il Gazzi in U.S. Messinese Gazzi; nel 1940, erede della disciolta A.C. Messina, per essere poi assorbita dall'A.C.Peloro, società di Prima Divisione nel 1940-41; ed infine nel 1945, con una partecipazione al Campionato di Prima Divisione 1945-46 prima di sciogliersi definitivamente a fine stagione.

## Allenatori
- 1919-1922:  Nazzareno Allegra
- 1924-1925:  Giovanni Stracuzzi
- 1925-1927:  Gottardi
- 1927-1928:  Giovanni Panosetti

## Presidenti
- 1919-1922  Giovanni Vento
- 1924-1927  Augusto Salvato e Giovanni Vento
- 1927-1928  La Corte

## Statistiche
In tre stagioni in massima serie ha disputato 28 partite, con 7 vittorie, 4 pareggi e 17 sconfitte, realizzando 39 reti e subendone 66.